# 林應元
林應元（1560年—？），字漢城，順天府東安縣人，錦衣衛籍，明朝政治人物。

## 生平
萬曆七年（1578年）己卯科順天鄉試舉人，二十年（1591年）壬辰科三甲第三十五名進士。選庶吉士，官至吏科給事中。

## 家族
曾祖林鳳；祖父林宏；父林棟。